# Euphoria abronea
Euphoria abronea är en skalbaggsart som beskrevs av Oliver Erichson Janson 1878. Euphoria abronea ingår i släktet Euphoria och familjen Cetoniidae. Inga underarter finns listade i Catalogue of Life.